# Pierre-Antoine Godard-Desmarest
 (juin 2015).
Pour les articles homonymes, voir Godard-Desmarest.
Pierre-Antoine Godard-Desmarets né à Compiègne le 4 décembre 1767 et mort le 21 juin 1850 à Paris, est un homme d'affaires et industriel français. 

## Biographie
Il est décrit comme « un bourgeois parisien d’origine modeste enrichi pendant la Révolution et l’Empire ».
Il a vécu la période de la révolution industrielle, au XVIIIe siècle et début du XIXe siècle. Il a été fonctionnaire des postes, puis militaire, et enfin industriel.
Il semble avoir été[évasif] parmi les inventeurs d'une nouvelle doctrine comptable, claire et rigoureuse. Il est un des rares auteurs comptables du XIXe siècle et l'un des inventeurs et promoteurs de la comptabilité normalisée.
Après plus de 20 ans au service de l'administration militaire, il devient directeur de la Verrerie de Vonêche à Baccarat qui au début des années 1800 était déjà spécialisée dans la production de verre au plomb, dit cristal ou parfois émail, et qui deviendra la célèbre cristallerie de Baccarat).
En 1822-1823, alors que l'usine était en relative difficulté, ses parts, de même que celles de ses deux associés (François-Marie-Augustin Lescuyer, propriétaire à Charleville, et Nicolas-Rémy Lolot, négociant à Charleville), sont rachetées par un parisien fortuné, Pierre-Antoine Godard-Desmarest (pour un total de 396 000 F). Il achète d'ailleurs peu après au prince de Mérode (le 2 aout 1826) une autre usine (concurrente) en Thiérache du nord de la France la verrerie de Trélon, petite usine proche de vastes forêts très productives en bois, et qui produisait jusqu'alors du verre à vitre.
Il est considéré comme plutôt « paternaliste » et protecteur à l'égard de ses employés. Il a publié une analyse argumentée et très critique des arguments présentés par les auteurs de proejets ultra-libéraux (sic), qui voulaient dans les années 1830 introduire en France une totale liberté du commerce, c'est-à-dire supprimer toute barrière douanière. Ces projets de levée de toute barrière commerciale a motivé la grande « enquête de 1834 ». Il estime cette enquête mal faite, dangereuse dans sa forme et son rendu, et qu'il analyse et critique également .
Il est inhumé le 23 juin 1850 au cimetière de Montmartre 25e division.

## Éléments de biographie
Il est le fils de Antoine-François Godard-Desmarest, procureur au bailliage de Compiègne, et de Magdeleine Camay, fille d’un marchand drapier.
- En 1789, en pleine Révolution française il entre dans l'administration des Postes à Paris[3].
- En 1793, il entre dans l'administration des vivres et la comptabilité militaire où il restera 29 ans[3].
- En 1821, remercié par l'Armée[3], il profite de ce qu'il a concrètement appris comme grand commis de l’État, et publie un ouvrage  "Mémoire et propositions sur la comptabilité générale du Royaume, suivi d'un modèle de compte général", dans lequel il proteste contre le fait que les comptes rendus que les ministres fournissaient aux députés étaient incompréhensibles, ce à quoi il propose de remédier grâce à une distinction claire et systématique entre les recettes et les dépenses pour tous les exercices devant faire l'objet d'une comptabilité, sur une base annuelle (1er janvier - 31 décembre, quelle que soit la date d'encaissement). 
Pour lui, la date de paiement doit déterminer à quelle gestion appartient un compte, alors que la date d'une opération doit déterminer dans quel exercice le faire entrer. Ainsi seraient évités les doubles comptes, et rendue plus claire la traçabilité de l'argent. 
Il élabore même un "projet de règlement de comptabilité" pouvant s'appliquer rétroactivement dès le 1er janvier 1821.
- L'année suivante (1822, alors que son livre ne semble pas avoir beaucoup d'échos dans le royaume, il devient directeurs (à l'âge de 55 ans) de la Verrerie de Baccarat qu'il va relancer après qu'elle aura connu une période de difficulté. Il la dirigera jusqu'à l'âge de 72 ans (1839) (avec toutefois une interruption de 1851 à 1858 (soit 7 ans).  Après son arrivée, il embauche un jeune polytechnicien (Jean-Baptiste Toussaint, issu de la même promotion  qu'Auguste Comte[2]) et applique le type de comptabilité qu'il a promu dans son livre. 
Il s'associe aussi ses deux fils, Émile-Aristide et Hippolyte ;
- En 1824, la société qu'il dirige acquiert le statut légal de Société anonyme[4]
- En 1825 (le 1er avril), son fils Émile-Aristide devient administrateur-adjoint de Baccarat.
- En 1827 Baccarat négocie avec son propriétaire la fermeture de l'un de ses concurrents, la cristallerie de Creil.
- En 1830, ne pouvant éliminer son principal concurrent (la cristallerie Saint-Louis), Pierre-Antoine Godard constitue avec lui un cartel afin de racheter ou pousser à la faillite leurs autres concurrents français.
- vers 1855, alors que se profile une extension de la doctrine du libre-échange le cartel se renforce encore davantage pour faire front face à la concurrence étrangère
- En 1857, les deux entreprises ne s'entendant pas, le cartel est finalement rompu.
- Durant ce temps, ses deux fils continuent à l'accompagner : Émile-Aristide devient administrateur de Baccarat, alors que son autre fils (Hippolyte) se voit confier le poste de directeur de la verrerie de Trélon (maintenant propriété de Baccarat). Il remplace à ce poste M. de Saint-Pierre, mort du choléra lors d'un voyage à Paris (le 3 avril 1832). En 1836, trois ans avant la retraite de son père, et alors que l'on subit encore les effets de la crise de 1830, Hippolyte abandonne la production de cristal pour ne se consacrer qu'au verre. En 1840 il loue l'usine qui est finalement rachetée à celle de Baccarat. Hippolyte la dirige jusqu'à sa mort (1866), après avoir promis de ne pas copier les modèles de l'ancienne maison-mère de Baccarat.

Sous la conduite de Pierre-Antoine, l'usine a pris un essor européen puis mondial qu'elle aura en devenant les Cristalleries de Baccarat, encore réputée dans le monde entier.

## Son œuvre écrite
On connait de lui au moins trois ouvrages :
- 1821 : Mémoires et propositions sur la comptabilité générale des finances du royaume ;
- 1827 : Traité sommaire et général de la comptabilité commerciale.
- 1835 : De l'économie politique en matière commerciale et de l'enquête de 1834, Paris, A la librairie commerciale et chez Delaunay (en ligne avec Google book)

## Vie politique
On ignore s'il a pris activement part à la révolution.
Il a été conseiller général de la Meurthe et membre du Conseil national du commerce.

## Famille
- Pierre-Antoine Godard-Desmarest marié le 21 septembre 1793 à Marie Jeanne Moreau (1774-1851)
  - Émile Aristide Godard-Desmarest (1794- ), marié avec Anne Clarisse Labourdette (morte en 1857)
    - Marie Louise Gabrielle Godard-Desmarest (1823-1842)
    - Marie-Jeanne Godard-Desmarest (1827-1891), mariée le 11 août 1853 avec Joseph Dominique Aldebert Pineton de Chambrun (1821-1899)

  - Hippolyte Godard-Desmarest s'est marié le 13 juin 1827 à Strasbourg à  Marie Julie Joséphine Poncet (1803-1873) dont il a eu :
    - Hippolyte Louis Godard-Desmarest (1828-1870) reçu à l'École polytechnique en 1848, démissionnaire en 1849, marié le 15 septembre 1869 avec Louise Marguerite de Gessler (1845-1924), dont il a :
      - Louis Armand Léon Hippolyte Emile Marie Godard-Desmarest (1870- ), constructeur automobile (société Wehrlé Godard-Desmarest) qui a produit en 1900 la Mignonette.

    - Léon Pierre Godard-Desmarest (1834- )

  - Armand Godard-Desmarest (1799-1873), peintre,
  - Antoine Charles Horace Godard-Desmarest (1811-1845).